# 蒙特欽戈洛

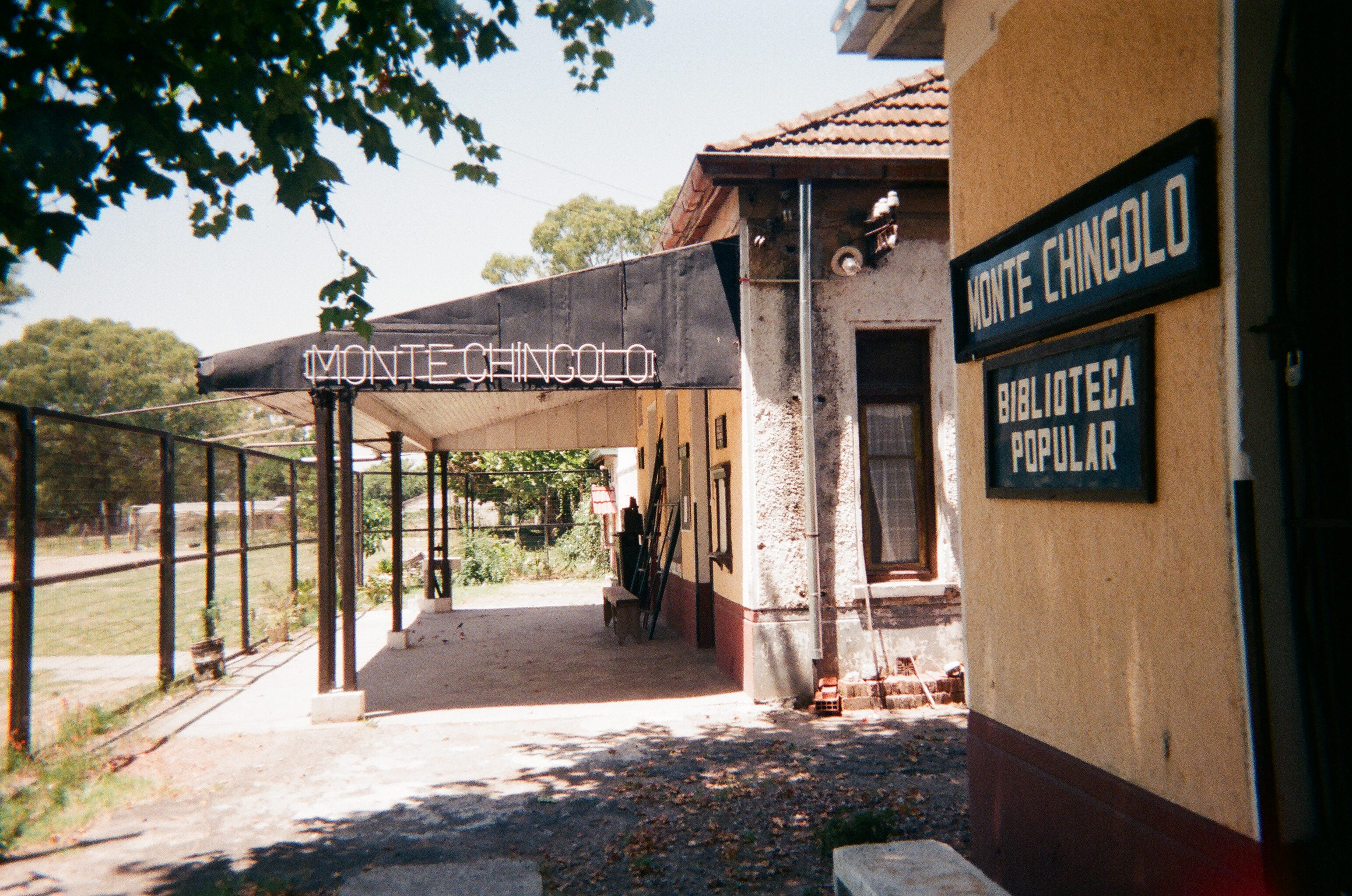
蒙特欽戈洛

蒙特欽戈洛是阿根廷的城鎮，位於該國東部，由布宜諾斯艾利斯省負責管轄，始建於1815年11月23日，海拔高度9米，2001年人口85,060。1975年12月23日，托洛茨基主義恐怖組織圍攻阿根廷軍隊的兵營，襲擊造成超過100人死亡。

## 外部連結
- （西班牙文） Local news website （页面存档备份，存于）